# Torneo Clausura de la Tercera División B de Chile 2013
El Torneo de Clausura de la Tercera División B de Chile fue la 27.º temporada del campeonato de la Serie E del fútbol chileno y que lo organiza la Asociación Nacional de Fútbol Amateur de Chile (ANFA) con jugadores nacionales menores a 23 años, siendo una categoría Sub-23. El número de equipos participantes son 16 destacándose la inclusión de una institución histórica que es Quintero Unido. Estos equipos reemplazan a los descendidos: San Pedro de La Paz y los ascendidos: Independiente de Cauquenes, Tomás Greig FC y Sportverein Jugendland.
Tras numerosas negociaciones, se acordó con la ANFA la inclusión de los siguientes clubes para el campeonato del año 2014: Deportes Provincial Osorno, que volvería a la competición oficial. La principal característica para este torneo fue de ser un Torneo de Clausura que adoptará en su siguiente formato el calendario impuesto por ANFP (al estilo europeo), además que ha de otorgar cinco cupos directos para Tercera División A en la temporada 2014.

## Sistema y desarrollo del campeonato
1. La competencia de Tercera División "B", se iniciara el fin de semana correspondiente al 7-8 de septiembre de 2013, terminando el 21-22 o 28-29 de diciembre de 2013.

1. Se jugará en dos grupos. Los grupos serán los siguientes, Grupo Centro Norte y Grupo Centro Sur, todos contra todos en dos ruedas con una institución nueva (invitada, Quintero Unido) la cual no ascenderá, ni clasificara para la liguilla final, cediendo su lugar a la institución que le antecede o precede según corresponda, en su lugar de ubicación en la tabla.

1. En el campeonato se observará el sistema de puntos, de acuerdo a la reglamentación de la Internacional F.A. Board, asignándose tres puntos, al equipo que resulte ganador; un punto, a cada uno en caso de empate; y cero punto al perdedor.

El orden de clasificación de los equipos, se determinará en una tabla de cómputo general, de la siguiente manera:
- La mayor cantidad de puntos.
- La mayor cantidad de partidos ganados.

En caso de igualdad de dos o más equipos de un mismo grupo, para definir una clasificación, sea esta en cualquier fase, ascenso y descenso, se determinará de la siguiente forma:
- La mayor cantidad de partidos ganados.
- La mejor diferencia de goles.
- La mayor cantidad de goles marcados.
- La mayor cantidad de goles marcados como visita.
- El que hubiera acumulado mayor puntaje en los enfrentamientos que se efectuaron entre los clubes que se encuentran en la situación de igualdad.
- En caso de persistir la igualdad, se desarrollará un partido único en cancha neutral, determinada por la División (Art. 182 y 189 del Reglamento ANFA).

### Ascenso
- Primera Fase: De los ocho, juegan todos contra todos y se clasifican 3 por cada grupo, siendo un total de 14 fechas

Clasifican para el ascenso a Tercera División “A” tres instituciones por cada grupo, juegan todos contra todos, dando un total de 10 fechas.
Las instituciones que se ubicaren en los lugares 4.º, 5.º y 6.º, se da por finalizada su participación en la Competencia durante el año 2013.
- Hexagonal Final:Las instituciones que al final de la liguilla se ubiquen en la tabla de posiciones en las lugares, 1.er, 2.º, 3.º, 4.º y 5.º lugar ascenderán a Tercera División "A"

### Descenso
Del equipo que resulten últimos en cada grupo Norte y Sur de ambas tablas de posiciones del torneo de clausura, jugarán dos partidos (ida y vuelta) y el perdedor descenderá a su Asociación de origen 2014.

## Participantes
Este torno contara con 18 clubes, de los cuales 17 equipos son de la temporada pasada, ya que Municipal San Pedro de la Paz no quiso participar en este torneo y de la inclusión del histórico Quintero Unido.

### Clásicos
En el transcurso del torneo, se disputará 3 clásicos o rivalidad deportiva, principalmente por caracteres geográficos, los clásicos son:
1. Provincial Marga Marga vs Deportes Limache: clásico del Marga Marga, en referencia a la nueva Provincia de Marga Marga.
2. Juventud Puente Alto vs Luis Matte Larraín: clásico de Puente Alto, en referencia a que ambos clubes son de esa comuna.[3]
3. Lautaro de Buin vs San Bernardo Unido: clásico del Maipo, en referencia a que ambos equipos son de aquella Provincia de Maipo.

## Datos de los clubes
| Equipo                                        | Entrenador         | Ciudad              | Estadio                          | Capacidad | Marca       | Patrocinador        |
| --------------------------------------------- | ------------------ | ------------------- | -------------------------------- | --------- | ----------- | ------------------- |
| Deportes Coronel                              | Oscar Ulloa        | Coronel             | Bernardino Luna                  | 1.000     | Romma       | Quesos Boyén        |
| Deportes Limache                              | Mauricio Riffo     | Limache             | Ángel Navarrete Candia           | 2000      | JCQ         | Bosch               |
| Deportes Rengo                                | César Bustamante   | Rengo               | Guillermo Guzmán                 | 5.000     |             | Rengo               |
| Deportes Tocopilla                            | Manuel Soto        | Peñalolén           | Municipal de Peñalolén           | 900       |             |                     |
| Deportivo Estación Central                    | Paulo Da Silva     | Estación Central    | Triángulo de Villa Francia       | 300       | Dalponte    | Tur - Bus           |
| Estrella del Huasco                           | Ramón Climent      | Vallenar            | Municipal Nelson Rojas           | 6.000     | Romma       | Tamarugal           |
| Ferroviarios                                  | Juan Cisternas     | Estación Central    | Los Nogales                      | 1.500     | Dalponte    |                     |
| Gasparín FC                                   | Gustavo Sepúlveda  | El Bosque           | Lo Blanco                        | 1.000     | Monarca     |                     |
| Juventud Puente Alto                          | Pedro Morales      | Puente Alto         | Municipal de Puente Alto         | 1.900     |             | Kitadol             |
| Juventud Salvador                             | Manuel Rodríguez   | Pedro Aguirre Cerda | Municipal de Pedro Aguirre Cerda | 1.350     | JCQ         | Nuñez               |
| Lautaro de Buin                               | Cristián Saavedra  | Buin                | Lautaro de Buin                  | 1.100     |             | Buin                |
| Luis Matte Larraín                            | Eduardo Ferj       | Puente Alto         | Municipal de Puente Alto         | 1.900     |             | Elite               |
| Provincial Marga Marga                        | Rolando Santelices | Quilpué             | Villa Olímpica                   | 1.000     | Mati14      | Clínica Los Carrera |
| Quintero Unido                                | Claudio Figueroa   | Quintero            | Municipal Dr. Raúl Vargas        | 1.000     |             | Codelco Andina      |
| Real San Joaquín                              | Jaime Lizama       | San Joaquín         | Municipal de Peñalolén           | 3.500     | Kdu / Lotto | Yp                  |
| San Bernardo Unido                            | Juan Pablo Bravo   | San Bernardo        | San Bernardo                     | 3.000     | Ripholia    | [ 4 ]               |
| Datos actualizados el 31 de diciembre de 2013 |                    |                     |                                  |           |             |                     |

| - Deportes Coronel: en el Estadio Federico Schwager (5.700). - Deportes Limache: en el Estadio Gustavo Ocaranza (800). - Deportes Rengo: en el Complejo Deportivo La Isla de Rengo (2.000). - Deportes Tocopilla: en el Maipo (800). - Estrella del Huasco: en el Estadio Huasco Bajo (1.000). - Juventud Puente Alto: en el Centro Deportivo Amador Donoso (500). - Juventud Salvador: en el Complejo Deportivo Cardenal Caro (500). - Lautaro de Buin: en el Maipo (800) y Estadio El Cacique (300). - Provincial Marga Marga: en el Estadio Atlético de Concón (1.100). - San Bernardo Unido tuvo que hacer de local en el estadio del Complejo Deportivo La Araucana, por el Paro de Funcionarios Municipales. |

## Equipos porregión
| Región        | N.º | Equipos |
| ------------- | --- | --- |
| Metropolitana | 10  | Ferroviarios, Juventud Puente Alto, Lautaro de Buin, Luis Matte Larraín, San Bernardo Unido, Juventud Salvador, Gasparín FC, Real San Joaquín, Deportivo Estación Central y Deportes Tocopilla |
| Valparaíso    | 3   | Provincial Marga Marga, Deportes Limache y Quintero Unido |
| Atacama       | 1   | Estrella del Huasco |
| O'Higgins     | 1   | Deportes Rengo |
| Biobío        | 1   | Deportes Coronel |

## Primera fase

### Grupo Centro-Norte
Fecha de Actualización: 31 de diciembre de 2016
| Pos. | Equipos                | PTS | PJ | PG | PE | PP | GF | GC | DIF | REND. |
| ---- | ---------------------- | --- | -- | -- | -- | -- | -- | -- | --- | ----- |
| 1º   | Provincial Marga Marga | 36  | 14 | 11 | 1  | 2  | 34 | 15 | +19 | 80,9% |
| 2º   | Deportes Limache       | 26  | 14 | 8  | 1  | 5  | 30 | 19 | +11 | 59,2% |
| 3º   | Estrella del Huasco    | 21  | 14 | 5  | 3  | 6  | 22 | 20 | +2  | 42,8% |
| 4º   | Juventud Salvador      | 20  | 14 | 6  | 2  | 6  | 21 | 16 | +5  | 47,6% |
| 5º   | Luis Matte Larraín     | 20  | 14 | 6  | 2  | 6  | 28 | 37 | -9  | 47,6% |
| 6º   | Real San Joaquín       | 18  | 14 | 4  | 6  | 4  | 22 | 25 | -3  | 42,8% |
| 7º   | Ferroviarios           | 14  | 14 | 4  | 2  | 8  | 21 | 30 | -9  | 33,3% |
| 8º   | Quintero Unido         | 10  | 14 | 3  | 1  | 10 | 18 | 34 | -16 | 23,8% |

- Bonificaciones: Estrella del Huasco +3, Provincial Marga Marga +2, Deportes Limache +1.[5]

### Grupo Centro-Sur
Fecha de Actualización: 31 de diciembre de 2016
| Pos. | Equipos                    | PTS | PJ | PG | PE | PP | GF | GC | DIF | REND. |
| ---- | -------------------------- | --- | -- | -- | -- | -- | -- | -- | --- | ----- |
| 1º   | Lautaro de Buin            | 29  | 14 | 9  | 2  | 3  | 32 | 17 | +15 | 69%   |
| 2º   | Deportivo Estación Central | 27  | 14 | 8  | 3  | 3  | 31 | 18 | +13 | 64,2% |
| 3º   | Deportes Rengo             | 26  | 14 | 8  | 2  | 4  | 31 | 18 | +13 | 61,9% |
| 4º   | Deportes Tocopilla         | 26  | 14 | 8  | 2  | 4  | 30 | 20 | +10 | 61,9% |
| 5º   | San Bernardo Unido         | 17  | 14 | 5  | 2  | 7  | 24 | 35 | -11 | 40,4% |
| 6º   | Juventud Puente Alto       | 14  | 14 | 4  | 2  | 8  | 26 | 27 | -1  | 33,3% |
| 7º   | Gasparín FC                | 14  | 14 | 4  | 2  | 8  | 28 | 37 | -9  | 33,3% |
| 8º   | Deportes Coronel           | 7   | 14 | 2  | 1  | 11 | 14 | 44 | -30 | 16,6% |

## Fase final

### Hexagonal Final
Actualizado el 31 de diciembre de 2013.
| Premio             | Pos. | Equipos                    | PTS | PJ | PG | PE | PP | GF | GC | DIF | REND.  |
| ------------------ | ---- | -------------------------- | --- | -- | -- | -- | -- | -- | -- | --- | ------ |
| Tercera División A | 1º   | Deportes Limache           | 19  | 10 | 5  | 4  | 1  | 19 | 11 | +8  | 63,33% |
| Tercera División A | 2º   | Estrella del Huasco        | 15  | 10 | 4  | 3  | 3  | 16 | 11 | +5  | 50%    |
| Tercera División A | 3º   | Deportivo Estación Central | 15  | 10 | 4  | 3  | 3  | 18 | 14 | +4  | 50%    |
| Tercera División A | 4º   | Provincial Marga Marga     | 15  | 10 | 4  | 3  | 3  | 18 | 15 | +3  | 50%    |
| Tercera División A | 5º   | Deportes Rengo             | 9   | 10 | 3  | 0  | 7  | 14 | 28 | 14  | 30%    |
|                    | 6º   | Lautaro de Buin            | 9   | 10 | 2  | 3  | 5  | 11 | 17 | -6  | 30%    |

### Campeón
|                                      |
|                                      |
| Campeón Deportes Limache 1.er título |

## Goleadores
| Pos.                              | Jugador              | Equipo                 | Goles anotados |
| --------------------------------- | -------------------- | ---------------------- | -------------- |
| 1.º                               | Ricardo Fuentes      | Estrella de Huasco     | 18             |
| 2.º                               | Felipe Arancibia     | Deportes Limache       | 14             |
| 3.º                               | Matiás Lazcano       | Provincial Marga Marga | 12             |
| 4.º                               | Felipe Valencia      | Provincial Marga Marga | 9              |
| 4.º                               | Bryan Muñoz          | Lautaro de Buin        | 9              |
| 6.º                               | Luis Díaz            | Luis Matte Larraín     | 8              |
| 7.º                               | Mairon Lobos         | San Bernardo Unido     | 6              |
| 8.º                               | Juan Carlos González | Gasparín FC            | 5              |
| 8.º                               | Nicolás Muga         | Juventud Puente Alto   | 5              |
| 10.º                              | Pedro Sepúlveda      | Deportes Coronel       | 4              |
| Actualizado el 1 de enero de 2013 |                      |                        |                |